# Pinus latteri
Espèce
Statut de conservation UICN

 NT  : Quasi menacé
Pinus latteri est une espèce de conifères de la famille des Pinaceae originaire d'Indochine.
Elle est plus communément appelée Pin des Monts Tenasserim en référence aux collines de Tenasserim situées entre la Birmanie et la Thaïlande.